# Grabno (powiat szczecinecki)
Grabno – osada w Polsce położona w województwie zachodniopomorskim, w powiecie szczecineckim, w gminie Borne Sulinowo, 1,9 km na zachód od drogi krajowej nr 20 ze Stargardu do Gdyni. Miejscowość wchodzi w skład sołectwa Jeleń.